# From the Choirgirl Hotel
From the Choirgirl Hotel é o quarto álbum de estúdio da cantora e compositora americana Tori Amos.

## Descrição do álbum
Amos começou a gravar o álbum em 8 de setembro de 1997, finalizando em fevereiro de 1998. Seguindo a tendência definida de Boys for Pele (1996), Amos permitiu que várias canções do álbum fossem remixada. Remixes de "Raspberry Swirl" e "Jackie's Strength" fizeram sucesso.
O tema do álbum trata dos três abortos espontâneos sofrido por Amos.
A capa do álbum foi criada pela fotógrafa Katerina Jebb. A obra de arte apresenta fotocópias a cores do corpo inteiro de Amos (em várias roupas de alta costura), como verificado por uma fotocopiadora de tamanho humano.

## Desempenho
Após o seu lançamento em maio de 1998, o álbum estreou em #5 no Estados Unidos e em #6 no Reino Unido. Embora o seu álbum anterior (Boys for Pele) tenha estreado na #2, From the Choirgirl Hotel se destacou bastante nas vendas de estreia, vendendo 153.000 cópias na primeira semana.

## Faixas
Todas as canções foram escritas por Tori Amos.
| N.º | Título                               | Duração |  |
| 1.  | "Spark"                              | 4:13    |  |
| 2.  | "Cruel"                              | 4:07    |  |
| 3.  | "Black-Dove (January)"               | 4:38    |  |
| 4.  | "Raspberry Swirl"                    | 3:58    |  |
| 5.  | "Jackie's Strength"                  | 4:26    |  |
| 6.  | "i i e e e"                          | 4:07    |  |
| 7.  | "Liquid Diamonds"                    | 6:21    |  |
| 8.  | "She's Your Cocaine"                 | 3:42    |  |
| 9.  | "Northern Lad"                       | 4:19    |  |
| 10. | "Hotel"                              | 5:19    |  |
| 11. | "Playboy Mommy"                      | 4:08    |  |
| 12. | "Pandora's Aquarium"                 | 4:45    |  |
| 13. | "Purple People" (Japão edição bônus) | 4:12    |  |

## Desempenho nas tabelas musicais

### Posições
| Tabela musical (1998)              | Melhor posição |
| ---------------------------------- | -------------- |
| Alemanha - Media Control AG        | 13             |
| Austrália - ARIA Albums Chart      | 8              |
| Áustria - Ö3 Austria Top 40        | 11             |
| Canadá - Canadian Albums           | 10             |
| Estados Unidos - Billboard 200     | 5              |
| França - SNEP Albums Chart         | 30             |
| Irlanda - IRMA Albums Chart        | 10             |
| Islândia                           | 2              |
| Noruega - VG-lista                 | 9              |
| Nova Zelândia - NZ Top 40 Albums   | 26             |
| Países Baixos - Mega Album Top 100 | 24             |
| Reino Unido - UK Albums Chart      | 6              |
| Suécia - Sverigetopplistan         | 26             |
| Suíça - Schweizer Hitparade        | 31             |